# Ptilodexia omissa
Ptilodexia omissa är en tvåvingeart som först beskrevs av Wulp 1891.  Ptilodexia omissa ingår i släktet Ptilodexia och familjen parasitflugor. Inga underarter finns listade i Catalogue of Life.